# Успение Богородично (Яновени)
Вижте пояснителната страница за други значения на Успение Богородично.
„Успение Богородично“ или „Свети Николай Летни“ (на гръцки: Κοιμήσεως της Θεοτόκου) е православна църква в костурското село Яновени (Янохори), Егейска Македония, Гърция. Храмът е част от Костурската епархия.

## Описание
Църквата е построена върху по-старата „Свети Николай“. Храмът е уникален с двойната си женска църква – етаж за девойките и етаж за омъжените жени. В интериора има богато резбован, изписан иконостас и владишки трон. Двуетажната камбанария е построена в 1903 година от същите майстори построили камбанарията на „Света Матрона“ в Пилкати. Каменен надпис дава датата 18 септември 1903 година – вероятно датата на изграждане. В храма има запазено медно кандило с надпис „Βασίλη Στέφο αφιέροσεν του Αγίου Νικολάου 1769. Χωρίον Καλογέρ“ (Василис Стефос дарява на Свети Николай 1769. Село Калогер).
- „Йоан Кръстител“
- „Св. св. Петър и Павел“, 1827 г.
- Плащаница Господня